# Seconda Divisione 1935-1936
La Seconda Divisione 1935-1936 è stato il secondo e ultimo torneo a carattere regionale di quell’edizione del campionato italiano di calcio.
Con la trasformazione della ex Prima Divisione in Serie C si rese necessaria la ridenominazione di tutti i campionati regionali inferiori cambiando Seconda Divisione in Prima Divisione e Terza Divisione in Seconda Divisione. Il torneo riprendeva quella che negli anni Venti era la Quarta Divisione e ancora prima la Terza Categoria, assumendone le caratteristiche di una competizione di prova senza titolo sportivo.
La gestione di questo campionato era affidata ai Direttori di Zona, che li organizzavano autonomamente, con la possibilità di ripartire le squadre su più gironi tenendo in alta considerazione le distanze chilometriche, le strade di principale comunicazione e i mezzi di trasporto dell'epoca. Per talune regioni minori questo fu l’unico torneo organizzato, minimizzandone così i costi ma, come detto, rinunciando al diritto sportivo di promozione al calcio nazionale.

## Piemonte

### Girone unico

#### Squadre partecipanti
| Club                           | Città                   | Stadio | Stagione precedente |
| ------------------------------ | ----------------------- | ------ | ------------------- |
| Alessandria U.S. (C = allievi) | Alessandria             |        |                     |
| Chieri F.C.                    | Chieri (TO)             |        |                     |
| G.S.F. Chivasso                | Chivasso (TO)           |        |                     |
| A.C. Cossato                   | Cossato (VC)            |        |                     |
| Cuneo Sportiva (B = riserve)   | Cuneo                   |        |                     |
| G.S. Gutermann                 | Perosa Argentina (TO)   |        |                     |
| G.S. Lancia                    | Torino                  |        |                     |
| Saviglianese                   | Savigliano (CN)         |        |                     |
| G.S. SNIA Viscosa              | Torino-Abbadia di Stura |        |                     |
| G.U.F. Torino                  | Torino                  |        |                     |
| U.S. Valle Cervo               | Sagliano Micca (VC)     |        |                     |
| U.S. Valpellice                | Torre Pellice (TO)      |        |                     |

#### Classifica finale
|  | Pos. | Squadra       | Pt       | G  | V | N | P | GF | GS | DR |
|  | ---- | ------------- | -------- | -- | - | - | - | -- | -- | -- |
|  | 1.   | Chieri        | 31       | 21 |   |   |   |    |    |    |
|  | 2.   | Cossato       | 30       | 21 |   |   |   |    |    |    |
|  | 3.   | Chivasso      | 26       | 21 |   |   |   |    |    |    |
|  | 3.   | Snia Viscosa  | 26       | 21 |   |   |   |    |    |    |
|  | 3.   | Valpellice    | 26       | 21 |   |   |   |    |    |    |
|  | 3.   | GUF Torino    | 23       | 21 |   |   |   |    |    |    |
|  | 7.   | Lancia        | 22       | 21 |   |   |   |    |    |    |
|  | 8.   | Alessandria C | 21       | 21 |   |   |   |    |    |    |
|  | 9.   | Cuneo B       | 16       | 21 |   |   |   |    |    |    |
|  | 10.  | Saviglianese  | 15       | 21 |   |   |   |    |    |    |
|  | 11.  | Gutermann     | 6        | 21 |   |   |   |    |    |    |
|  | --   | Valle Cervo   | Ritirato |    |   |   |   |    |    |    |

Legenda:

      Ammesso alle finali.
Note:

Due punti a vittoria, uno a pareggio, zero a sconfitta.
Pari merito in caso di pari punti se non in zona promozione/finali.
Valle Cervo ritirata nel corso del campionato; i risultati dell'andata sono validi per le altre squadre.

## Lombardia
A fronte delle 80 squadre dell’anno precedente, 20 di Seconda Divisione non scelte per la riqualificazione e le 60 della disciolta Terza Divisione, se ne iscrissero solo una cinquantina, a testimonianza della fuga dai quadri federali anche nella principale regione italiana.
I club furono sparpagliati su sette gironcini per ridurre i costi.

### Girone A

#### Squadre partecipanti
| Club                     | Città          | Stadio | Stagione precedente |
| ------------------------ | -------------- | ------ | ------------------- |
| Dop. Chiavenna           | Chiavenna (SO) |        |                     |
| A.C. Lecco (B = riserve) | Lecco (CO)     |        |                     |
| Menaggio F.C.            | Menaggio (CO)  |        |                     |
| U.S. Morbegnese          | Morbegno (SO)  |        |                     |
| Dop. Venina Falck        | Piateda (SO)   |        |                     |

#### Classifica finale
|  | Pos. | Squadra    | Pt | G | V | N | P | GF | GS | DR |
|  | ---- | ---------- | -- | - | - | - | - | -- | -- | -- |
|  | 1.   | Menaggio   | 11 | 8 |   |   |   |    |    |    |
|  | 2.   | Lecco B    | 11 | 8 |   |   |   |    |    |    |
|  | 3.   | Morbegnese | 10 | 8 |   |   |   |    |    |    |
|  | 4.   | Venina     | 6  | 8 |   |   |   |    |    |    |
|  | 5.   | Chiavenna  | 2  | 8 |   |   |   |    |    |    |

Legenda:

      Ammesso alle finali.
Note:

Due punti a vittoria, uno a pareggio, zero a sconfitta.

### Girone B

#### Squadre partecipanti
| Club                           | Città                 | Stadio | Stagione precedente |
| ------------------------------ | --------------------- | ------ | ------------------- |
| Dop. F.I.A.T. Sezione Calcio   | Milano                |        |                     |
| G.S. Galbani                   | Melzo (MI)            |        |                     |
| U.S. Sebinia                   | Lovere (BG)           |        |                     |
| G.S. Carlo Tresoldi            | Cassano d'Adda (MI)   |        |                     |
| C.S. Trevigliese (B = riserve) | Treviglio (BG)        |        |                     |
| A.S. Trezzo                    | Trezzo sull'Adda (MI) |        |                     |

#### Classifica finale
|  | Pos. | Squadra | Pt | G  | V | N | P | GF | GS |
|  | ---- | ------- | -- | -- | - | - | - | -- | -- |
|  | 1.   | ??      | ?? | 10 |   |   |   |    |    |
|  | 2.   | Trezzo  | ?? | 10 |   |   |   |    |    |
|  | 3.   | ??      | ?? | 10 |   |   |   |    |    |
|  | 4.   | ??      | ?? | 10 |   |   |   |    |    |
|  | 5.   | ??      | ?? | 10 |   |   |   |    |    |
|  | 6.   | ??      | ?? | 10 |   |   |   |    |    |

Legenda:

      Ammesso alle finali.
Note:

Due punti a vittoria, uno a pareggio, zero a sconfitta.
In caso di pari punti per le squadre fuori dalla zona promozione e retrocessione era in vigore il pari merito.

### Girone C

#### Squadre partecipanti
| Club                                      | Città               | Stadio | Stagione precedente |
| ----------------------------------------- | ------------------- | ------ | ------------------- |
| Acna                                      | Cesano Maderno (MI) |        |                     |
| U.S. Caratese (B = riserve)               | Carate Brianza (MI) |        |                     |
| A.C. Comense (B=riserve)                  | Como                |        |                     |
| G.S. Dopolavoro Desio                     | Desio (MI)          |        |                     |
| S.S. La Folgore                           | Cesano Maderno (MI) |        |                     |
| G.S. Dopolavoro Aziendale Officine Meroni | Erba (CO)           |        |                     |
| A.S. Seregno (C = allievi)                | Seregno (MI)        |        |                     |
| Snia                                      | Cesano Maderno (MI) |        |                     |

#### Classifica finale
|  | Pos. | Squadra | Pt | G  | V | N | P | GF | GS |
|  | ---- | ------- | -- | -- | - | - | - | -- | -- |
|  | 1.   | ??      | ?? | 14 |   |   |   |    |    |
|  | 2.   | ??      | ?? | 14 |   |   |   |    |    |
|  | 3.   | ??      | ?? | 14 |   |   |   |    |    |
|  | 4.   | ??      | ?? | 14 |   |   |   |    |    |
|  | 5.   | Desio   | ?? | 14 |   |   |   |    |    |
|  | 6.   | ??      | ?? | 14 |   |   |   |    |    |
|  | 7.   | ??      | ?? | 14 |   |   |   |    |    |
|  | 8.   | ??      | ?? | 14 |   |   |   |    |    |

Legenda:

      Ammesso alle finali.
Note:

Due punti a vittoria, uno a pareggio, zero a sconfitta.
In caso di pari punti per le squadre fuori dalla zona promozione e retrocessione era in vigore il pari merito.

### Girone D

#### Squadre partecipanti
| Club                                           | Città                   | Stadio | Stagione precedente |
| ---------------------------------------------- | ----------------------- | ------ | ------------------- |
| G.S. Dopolavoro Ernesto Breda (B = riserve)    | Sesto San Giovanni (MI) |        |                     |
| Cesano Maderno                                 | Cesano Maderno (MI)     |        |                     |
| U.S. Cusano-Milanino                           | Cusano Milanino (MI)    |        |                     |
| F.G.C. Fabio Filzi                             | Milano                  |        |                     |
| G.S. Dopolavoro Isotta Fraschini (B = riserve) | Milano                  |        |                     |
| Dopolavoro Aziendale Pirelli                   | Milano-Bicocca          |        |                     |
| G.S. S.A.F.F.A.                                | Magenta (MI)            |        |                     |
| ?                                              | ?                       |        |                     |
| ?                                              | ?                       |        |                     |
| ?                                              | ?                       |        |                     |

### Girone E

#### Squadre partecipanti
| Club                     | Città                      | Stadio | Stagione precedente   |
| ------------------------ | -------------------------- | ------ | --------------------- |
| U.S. Bollatese           | Bollate (MI)               |        |                       |
| Cernusco                 | Cernusco sul Naviglio (MI) |        |                       |
| G.S. Fiamma Cremisi      | Milano                     |        |                       |
| Milan F.C. (C = allievi) | Milano                     |        | girone E 3ª Divisione |
| A.C. Monza (B = riserve) | Monza (MI)                 |        | girone D 3ª Divisione |
| Redaelli                 | Milano-Rogoredo            |        |                       |
| A.C. Stelvio             | Milano                     |        |                       |

#### Classifica finale
|  | Pos. | Squadra | Pt | G  | V | N | P | GF | GS |
|  | ---- | ------- | -- | -- | - | - | - | -- | -- |
|  | 1.   | ??      | ?? | 12 |   |   |   |    |    |
|  | 2.   | ??      | ?? | 12 |   |   |   |    |    |
|  | 3.   | ??      | ?? | 12 |   |   |   |    |    |
|  | 4.   | ??      | ?? | 12 |   |   |   |    |    |
|  | 5.   | ??      | ?? | 12 |   |   |   |    |    |
|  | 6.   | ??      | ?? | 12 |   |   |   |    |    |
|  | 7.   | ??      | ?? | 12 |   |   |   |    |    |

Legenda:

      Ammesso alle finali.
Note:

Due punti a vittoria, uno a pareggio, zero a sconfitta.
In caso di pari punti per le squadre fuori dalla zona promozione e retrocessione era in vigore il pari merito.

### Girone F

#### Squadre partecipanti
| Club                          | Città                      | Stadio | Stagione precedente |
| ----------------------------- | -------------------------- | ------ | ------------------- |
| A.C. Bressana                 | Bressana Bottarone (PV)    |        |                     |
| U.S. Bronese                  | Broni (PV)                 |        |                     |
| U.S. Cassolese "Gino Villani" | Cassolnovo (PV)            |        |                     |
| F.G.C. "G. Casale"            | Pavia                      |        |                     |
| Sant'Angelo Sportiva          | Sant'Angelo Lodigiano (MI) |        |                     |
| G.C. Vigevanesi (B = riserve) | Vigevano (PV)              |        |                     |

#### Classifica finale
|  | Pos. | Squadra                  | Pt | G  | V | N | P | GF | GS |
|  | ---- | ------------------------ | -- | -- | - | - | - | -- | -- |
|  | 1.   | GC Vigevanesi B          | 17 | 10 |   |   |   |    |    |
|  | 2.   | Cassolese "Gino Villani" | 14 | 10 |   |   |   |    |    |
|  | 3.   | Sant'Angelo Sportiva     | 12 | 10 |   |   |   |    |    |
|  | 4.   | Bressana                 | 9  | 10 |   |   |   |    |    |
|  | 5.   | Bronese                  | 4  | 10 |   |   |   |    |    |
|  | 5.   | "G. Casale"              | 4  | 10 |   |   |   |    |    |

Legenda:

      Ammesso alle finali.
Note:

Due punti a vittoria, uno a pareggio, zero a sconfitta.
In caso di pari punti per le squadre fuori dalla zona promozione e retrocessione era in vigore il pari merito.
Verdetti:
- La Cassolese è ammessa alle finali per la promozione.

### Girone G

#### Squadre partecipanti
| Club                                  | Città              | Stadio | Stagione precedente |
| ------------------------------------- | ------------------ | ------ | ------------------- |
| Aurora                                | Legnano (MI)       |        |                     |
| G.S. Bernocchi                        | Legnano (MI)       |        |                     |
| Ispra                                 | Ispra (VA)         |        |                     |
| A.C. Legnano (B = riserve)            | Legnano (MI)       |        |                     |
| G.S. Rescaldinese                     | Rescaldina (MI)    |        |                     |
| G.S. S.I.A.I. Marchetti (B = riserve) | Sesto Calende (VA) |        |                     |
| Varese Sportiva (B = riserve)         | Varese             |        |                     |

#### Classifica finale
|  | Pos. | Squadra      | Pt | G  | V | N | P | GF | GS |
|  | ---- | ------------ | -- | -- | - | - | - | -- | -- |
|  | 1.   | ??           | ?? | 12 |   |   |   |    |    |
|  | 2.   | ??           | ?? | 12 |   |   |   |    |    |
|  | 3.   | ??           | ?? | 12 |   |   |   |    |    |
|  | 4.   | Rescaldinese | 15 | 12 |   |   |   |    |    |
|  | 5.   | ??           | ?? | 12 |   |   |   |    |    |
|  | 6.   | ??           | ?? | 12 |   |   |   |    |    |
|  | 7.   | ??           | ?? | 12 |   |   |   |    |    |

Legenda:

      Ammesso alle finali.
Note:

Due punti a vittoria, uno a pareggio, zero a sconfitta.
In caso di pari punti per le squadre fuori dalla zona promozione e retrocessione era in vigore il pari merito.

### Girone semifinale A
- La Folgore
- Menaggio
- Milan C

### Girone semifinale B
- F.I.A.T.
- S.A.F.F.A.
- GC Vigevanesi B

### Finali
- La Folgore
- GC Vigevanesi B

## Veneto

### Girone unico

#### Squadre partecipanti
| Club                            | Città                  | Stadio | Stagione precedente |
| ------------------------------- | ---------------------- | ------ | ------------------- |
| A.S.F. Conegliano               | Conegliano Veneto (TV) |        |                     |
| Pol. P. Foscari                 | Mira (VE)              |        |                     |
| Dop. Lanificio Rossi            | Piovene Rocchette (VI) |        |                     |
| Dop. Az. Marzotto (B = riserve) | Valdagno (VI)          |        |                     |
| A.S.F. Montebelluna             | Montebelluna (TV)      |        |                     |
| A.C. Padova (B = riserve)       | Padova                 |        |                     |
| Dop. Pellizzari                 | Arzignano (VI)         |        |                     |
| G.S.F. Rovigo (B = riserve)     | Rovigo                 |        |                     |
| G.S. Tita Fumei                 | Padova                 |        |                     |
| A.C. Treviso (B = riserve)      | Treviso                |        |                     |
| A.F.C. Venezia (C = allievi)    | Venezia                |        |                     |
| A.C. Vicenza (B = riserve)      | Vicenza                |        |                     |

#### Classifica finale
|  | Pos. | Squadra             | Pt       | G  | V  | N | P  | GF | GS | DR  |
|  | ---- | ------------------- | -------- | -- | -- | - | -- | -- | -- | --- |
|  | 1.   | Vicenza B           | 32       | 20 | 13 | 6 | 1  | 51 | 23 | +28 |
|  | 2.   | Marzotto Valdagno B | 25       | 20 | 9  | 7 | 4  | 47 | 19 | +28 |
|  | 3.   | Tita Fumei          | 24       | 20 | 10 | 4 | 6  | 46 | 34 | +12 |
|  | 4.   | Lanificio Rossi     | 23       | 20 | 10 | 3 | 7  | 48 | 30 | +18 |
|  | 5.   | Padova B            | 22       | 20 | 9  | 4 | 7  | 56 | 41 | +15 |
|  | 5.   | Foscari             | 22       | 20 | 8  | 6 | 6  | 33 | 31 | +2  |
|  | 7.   | Conegliano          | 16       | 20 | 8  | 0 | 12 | 21 | 48 | -27 |
|  | 7.   | Treviso B           | 16       | 20 | 6  | 4 | 10 | 33 | 50 | -17 |
|  | 9.   | Venezia C           | 15       | 20 | 7  | 1 | 12 | 27 | 48 | -21 |
|  | 10.  | Rovigo B (-2)       | 12       | 20 | 6  | 2 | 12 | 32 | 47 | -15 |
|  | 11.  | Pellizzari          | 11       | 20 | 3  | 5 | 12 | 33 | 56 | -23 |
|  | ---  | Montebelluna        | Ritirato |    |    |   |    |    |    |     |

Legenda:

      Campione regionale veneto.
 Ritirato prima dell'inizio del campionato.
Note:

Due punti a vittoria, uno a pareggio, zero a sconfitta.
Pari merito in caso di pari punti.

## Liguria

### Girone A

#### Squadre partecipanti
| Club                             | Città                  | Stadio | Stagione precedente |
| -------------------------------- | ---------------------- | ------ | ------------------- |
| U.S. Imperia (B = riserve)       | Imperia                |        |                     |
| U.S. Maurina (B = riserve)       | Imperia-Porto Maurizio |        |                     |
| U.S. Sanremese (B = riserve)     | Sanremo (IM)           |        |                     |
| U.S. Ventimigliese (B = riserve) | Ventimiglia (IM)       |        |                     |

#### Classifica finale
|  | Pos. | Squadra         | Pt | G | V | N | P | GF | GS |
|  | ---- | --------------- | -- | - | - | - | - | -- | -- |
|  | 1.   | Sanremese B     | 10 | 6 |   |   |   |    |    |
|  | 2.   | Imperia B       | 8  | 6 |   |   |   |    |    |
|  | 3.   | Maurina B       | 5  | 6 |   |   |   |    |    |
|  | 4.   | Ventimigliese B | 1  | 6 |   |   |   |    |    |

Legenda:

      Ammesso alle finali.
Note:

Due punti a vittoria, uno a pareggio, zero a sconfitta.
In caso di pari punti per le squadre fuori dalla zona promozione e retrocessione era in vigore il pari merito.

### Girone B

#### Squadre partecipanti
| Club                            | Città                 | Stadio | Stagione precedente |
| ------------------------------- | --------------------- | ------ | ------------------- |
| Dipendenti Provincia di Genova  | Genova                |        |                     |
| A.C. Andrea Doria (B = riserve) | Genova                |        |                     |
| Dopolavoro Ferroviario          | Genova                |        |                     |
| A.C. Savona (B = riserve)       | Savona                |        |                     |
| F.S. Sestrese (B = riserve)     | Genova-Sestri Ponente |        |                     |
| A.S. Varazze                    | Varazze (SV)          |        |                     |
| U.S. Virtus                     | Savona                |        |                     |

#### Classifica finale
|  | Pos. | Squadra              | Pt | G  | V | N | P | GF | GS |
|  | ---- | -------------------- | -- | -- | - | - | - | -- | -- |
|  | 1.   | Dipendenti Provincia | 17 | 11 |   |   |   |    |    |
|  | 2.   | Ferroviario          | 16 | 12 |   |   |   |    |    |
|  | 3.   | Savona B             | 15 | 11 |   |   |   |    |    |
|  | 4.   | Andrea Doria B       | 14 | 12 |   |   |   |    |    |
|  | 5.   | Sestrese B           | 10 | 12 |   |   |   |    |    |
|  | 6.   | Varazze              | 8  | 12 |   |   |   |    |    |
|  | 7.   | Virtus               | 2  | 12 |   |   |   |    |    |

Legenda:

      Ammesso alle finali.
Note:

Due punti a vittoria, uno a pareggio, zero a sconfitta.
In caso di pari punti per le squadre fuori dalla zona promozione e retrocessione era in vigore il pari merito.
Dipendenti Provincia e Savona B una partita in meno.

### Girone C

#### Squadre partecipanti
| Club                               | Città              | Stadio | Stagione precedente |
| ---------------------------------- | ------------------ | ------ | ------------------- |
| Aurora F.C.                        | Genova-Bolzaneto   |        |                     |
| A.S.P. Corniglianese (B = riserve) | Genova-Cornigliano |        |                     |
| A.C. Entella (B = riserve)         | Chiavari (GE)      |        |                     |
| A.C. Genova 1893 (C = allievi)     | Genova             |        |                     |
| U.S. Pontedecimo (B = riserve)     | Genova-Pontedecimo |        |                     |
| S.S. Pro Recco                     | Recco (GE)         |        |                     |
| A.P. Rivarolese (B = riserve)      | Genova-Rivarolo    |        |                     |
| U.S. Veloci Embriaci               | Genova             |        |                     |

#### Classifica finale
|  | Pos. | Squadra         | Pt | G  | V | N | P | GF | GS |
|  | ---- | --------------- | -- | -- | - | - | - | -- | -- |
|  | 1.   | Corniglianese B | 20 | 14 |   |   |   |    |    |
|  | 2.   | Genova 1893 C   | 18 | 14 |   |   |   |    |    |
|  | 3.   | Pro Recco       | 17 | 14 |   |   |   |    |    |
|  | 4.   | Entella B       | 15 | 14 |   |   |   |    |    |
|  | 4.   | Rivarolese B    | 15 | 14 |   |   |   |    |    |
|  | 6.   | Aurora          | 14 | 14 |   |   |   |    |    |
|  | 7.   | Pontedecimo B   | 11 | 14 |   |   |   |    |    |
|  | 8.   | Veloci Embriaci | 2  | 14 |   |   |   |    |    |

Legenda:

      Ammesso alle finali.
Note:

Due punti a vittoria, uno a pareggio, zero a sconfitta.
In caso di pari punti per le squadre fuori dalla zona promozione e retrocessione era in vigore il pari merito.

### Girone semifinale A
- Imperia B
- Sanremese B

### Girone semifinale B
- Andrea Doria B
- Corniglianese B
- Genova 1893 C
- Savona B

### Girone semifinale C
- Aurora
- Dipendenti Provincia
- Ferroviario
- Pro Recco

### Finalissima
- Corniglianese B
- Dipendenti Provincia

## Emilia

### Girone unico
- Baricella
- G.S.F. Castel San Pietro, Castel San Pietro Terme
- Fortitudo

Verdetti:
- Il Castel San Pietro è campione emiliano di Seconda Divisione.

## Toscana

### Girone A

#### Squadre partecipanti
| Club                                     | Città            | Stadio | Stagione precedente |
| ---------------------------------------- | ---------------- | ------ | ------------------- |
| D.S. Aquila-Montevarchi (B = riserve) \| | Montevarchi (AR) |        |                     |
| Littoria                                 | Arezzo           |        |                     |
| A.C. Siena (B = riserve)                 | Siena            |        |                     |

#### Classifica finale
|  | Pos. | Squadra | Pt | G | V | N | P | GF | GS |
|  | ---- | ------- | -- | - | - | - | - | -- | -- |
|  | 1.   | ??      | ?? | 4 |   |   |   |    |    |
|  | 2.   | ??      | ?? | 4 |   |   |   |    |    |
|  | 3.   | ??      | ?? | 4 |   |   |   |    |    |

Legenda:

      Ammesso alle finali.
Note:

Due punti a vittoria, uno a pareggio, zero a sconfitta.
In caso di pari punti per le squadre fuori dalla zona promozione e retrocessione era in vigore il pari merito.

### Girone B

#### Squadre partecipanti
| Club                                        | Città          | Stadio | Stagione precedente |
| ------------------------------------------- | -------------- | ------ | ------------------- |
| Dopolavoro Empolese (B = riserve)           | Empoli (FI)    |        |                     |
| U.S. Pontedera (B = riserve)                | Pontedera (PI) |        |                     |
| Dop. S.A.F.F.A.                             | Fucecchio (FI) |        |                     |
| U.S. Vezio Parducci Viareggio (B = riserve) | Viareggio (LU) |        |                     |

#### Classifica finale
|  | Pos. | Squadra | Pt | G | V | N | P | GF | GS |
|  | ---- | ------- | -- | - | - | - | - | -- | -- |
|  | 1.   | ??      | ?? | 6 |   |   |   |    |    |
|  | 2.   | ??      | ?? | 6 |   |   |   |    |    |
|  | 3.   | ??      | ?? | 6 |   |   |   |    |    |
|  | 4.   | ??      | ?? | 6 |   |   |   |    |    |

Legenda:

      Ammesso alle finali.
Note:

Due punti a vittoria, uno a pareggio, zero a sconfitta.
In caso di pari punti per le squadre fuori dalla zona promozione e retrocessione era in vigore il pari merito.

### Girone C

#### Squadre partecipanti
| Club                           | Città      | Stadio | Stagione precedente |
| ------------------------------ | ---------- | ------ | ------------------- |
| G.R.F. Giovanni Berta          | Firenze    |        |                     |
| A.C. Fiorentina (C = allievi)  | Firenze    |        |                     |
| Prato S.C. (B = riserve)       | Prato (FI) |        |                     |
| S.S. Delle Signe (B = riserve) | Signa (FI) |        |                     |

#### Classifica finale
|  | Pos. | Squadra | Pt | G | V | N | P | GF | GS |
|  | ---- | ------- | -- | - | - | - | - | -- | -- |
|  | 1.   | ??      | ?? | 6 |   |   |   |    |    |
|  | 2.   | ??      | ?? | 6 |   |   |   |    |    |
|  | 3.   | ??      | ?? | 6 |   |   |   |    |    |
|  | 4.   | ??      | ?? | 6 |   |   |   |    |    |

Legenda:

      Ammesso alle finali.
Note:

Due punti a vittoria, uno a pareggio, zero a sconfitta.
In caso di pari punti per le squadre fuori dalla zona promozione e retrocessione era in vigore il pari merito.

### Girone D

#### Squadre partecipanti
| Club                             | Città                         | Stadio | Stagione precedente |
| -------------------------------- | ----------------------------- | ------ | ------------------- |
| U.S. Sempre Avanti (B = riserve) | Piombino (LI)                 |        |                     |
| G.C. Torrenieri                  | Torrenieri di Montalcino (SI) |        |                     |

#### Classifica finale
|  | Pos. | Squadra | Pt | G | V | N | P | GF | GS |
|  | ---- | ------- | -- | - | - | - | - | -- | -- |
|  | 1.   | ??      | ?? | 2 |   |   |   |    |    |
|  | 2.   | ??      | ?? | 2 |   |   |   |    |    |

Legenda:

      Ammesso alle finali.
Note:

Due punti a vittoria, uno a pareggio, zero a sconfitta.
In caso di pari punti per le squadre fuori dalla zona promozione e retrocessione era in vigore il pari merito.

### Girone finale A
- Giovanni Berta
- Littoria Arezzo
- Torrenieri
- S.A.F.F.A.

### Girone finale B
- Fiorentina C
- Sempre Avanti B
- Siena B
- Vezio Parducci Viareggio B

### Finalissima
- S.A.F.F.A.
- Vezio Parducci Viareggio B

## Marche

### Girone unico

#### Squadre partecipanti
| Club                               | Città                  | Stadio | Stagione precedente |
| ---------------------------------- | ---------------------- | ------ | ------------------- |
| S.P. Alma Juventus (B = riserve)   | Fano (PS)              |        |                     |
| Polisportiva Fermana (B = riserve) | Fermo (AP)             |        |                     |
| A.S. Jesi (B = riserve)            | Jesi (AN)              |        |                     |
| A.C. Macerata (B = riserve)        | Macerata               |        |                     |
| U.S. Sangiorgese                   | Porto San Giorgio (AP) |        |                     |
| U.S. Tolentino                     | Tolentino (MC)         |        |                     |

#### Classifica finale
|  | Pos. | Squadra | Pt | G  | V | N | P | GF | GS |
|  | ---- | ------- | -- | -- | - | - | - | -- | -- |
|  | 1.   | ??      | ?? | 10 |   |   |   |    |    |
|  | 2.   | ??      | ?? | 10 |   |   |   |    |    |
|  | 3.   | ??      | ?? | 10 |   |   |   |    |    |
|  | 4.   | ??      | ?? | 10 |   |   |   |    |    |
|  | 5.   | ??      | ?? | 10 |   |   |   |    |    |
|  | 6.   | ??      | ?? | 10 |   |   |   |    |    |

Legenda:

      Ammesso alle finali.
Note:

Due punti a vittoria, uno a pareggio, zero a sconfitta.
In caso di pari punti per le squadre fuori dalla zona promozione e retrocessione era in vigore il pari merito.

## Lazio

### Girone A

#### Squadre partecipanti
| Club                        | Città               | Stadio | Stagione precedente |
| --------------------------- | ------------------- | ------ | ------------------- |
| A.S. Alba                   | Roma                |        |                     |
| S.G.S. Fortitudo            | Roma                |        |                     |
| S.S. Isola Liri             | Isola del Liri (FR) |        |                     |
| S.S. Juventus               | Roma                |        |                     |
| S.S. Lazio (C = allievi)    | Roma                |        |                     |
| G.S. M.A.T.E.R.             | Roma                |        |                     |
| U.S. Ostiense (B = riserve) | Roma-Ostia          |        |                     |
| G.S. Roman Aventino         | Roma                |        |                     |

#### Classifica finale
|  | Pos. | Squadra        | Pt | G  | V | N | P  | GF | GS | DR  |
|  | ---- | -------------- | -- | -- | - | - | -- | -- | -- | --- |
|  | 1.   | Fortitudo      | 20 | 14 | 8 | 4 | 2  | 32 | 14 | +18 |
|  | 2.   | Isola Liri     | 20 | 14 | 9 | 2 | 3  | 24 | 13 | +11 |
|  | 3.   | MATER B        | 19 | 14 | 8 | 3 | 3  | 25 | 16 | +9  |
|  | 4.   | Alba Roma      | 16 | 14 | 6 | 4 | 4  | 19 | 16 | +3  |
|  | 5.   | Roman Aventino | 16 | 14 | 6 | 4 | 4  | 16 | 17 | -1  |
|  | 6.   | Lazio C        | 14 | 14 | 7 | 0 | 7  | 18 | 18 | 0   |
|  | 7.   | Ostiense B     | 4  | 14 | 1 | 2 | 11 | 11 | 27 | -16 |
|  | 8.   | Juventus Roma  | 3  | 14 | 1 | 1 | 12 | 13 | 34 | -21 |

Legenda:

      Ammesso alle finali.
Note:

Due punti a vittoria, uno a pareggio, zero a sconfitta.
In caso di pari punti per le squadre fuori dalla zona promozione e retrocessione era in vigore il pari merito.
Verdetti:
- Fortitudo e Isola Liri ammesse al girone finale.

### Girone B

#### Squadre partecipanti
| Club                    | Città           | Stadio | Stagione precedente |
| ----------------------- | --------------- | ------ | ------------------- |
| U.S. Italia Nova        | Roma            |        |                     |
| Savoia Sportivo         | Roma            |        |                     |
| A.S. Roma (C = allievi) | Roma            |        |                     |
| A.S. Sora               | Sora (FR)       |        |                     |
| A.S. Tevere             | Roma            |        |                     |
| A.S. Tiburtina Ardita   | Roma            |        |                     |
| A.S. Trastevere         | Roma-Trastevere |        |                     |

#### Classifica finale
|  | Pos. | Squadra          | Pt | G  | V | N | P | GF | GS | DR  |
|  | ---- | ---------------- | -- | -- | - | - | - | -- | -- | --- |
|  | 1.   | Roma C           | 19 | 12 | 8 | 3 | 1 | 25 | 8  | +17 |
|  | 2.   | Sora             | 16 | 12 | 5 | 6 | 1 | 15 | 5  | +10 |
|  | 3.   | Trastevere       | 15 | 12 | 6 | 3 | 3 | 18 | 13 | +5  |
|  | 4.   | Italia Nova      | 12 | 12 | 4 | 4 | 4 | 10 | 10 | 0   |
|  | 4.   | Tevere           | 10 | 12 | 4 | 3 | 5 | 15 | 19 | -4  |
|  | 6.   | Savoia           | 6  | 12 | 2 | 2 | 8 | 13 | 28 | -15 |
|  | 7.   | Tiburtina Ardita | 5  | 12 | 1 | 3 | 8 | 10 | 23 | -13 |

Legenda:

      Ammesso alle finali.
Note:

Due punti a vittoria, uno a pareggio, zero a sconfitta.
In caso di pari punti per le squadre fuori dalla zona promozione e retrocessione era in vigore il pari merito.
Verdetti:
- Roma C e Sora ammesse al girone finale.
- Tevere un punto di penalità per una rinuncia.

### Girone finale
- Fortitudo
- Isola Liri
- Roma (C)
- Sora

Sora promosso.

## Campania

### Girone A

#### Squadre partecipanti
| Club                                    | Città            | Stadio | Stagione precedente |
| --------------------------------------- | ---------------- | ------ | ------------------- |
| Angri                                   | Angri (SA)       |        |                     |
| U.S. Battipaglia                        | Battipaglia (SA) |        |                     |
| F.G.C. Salerno                          | Salerno          |        |                     |
| U.S. Salernitana Fascista (C = allievi) | Salerno          |        |                     |

#### Classifica finale
|  | Pos. | Squadra | Pt | G | V | N | P | GF | GS |
|  | ---- | ------- | -- | - | - | - | - | -- | -- |
|  | 1.   | ??      | ?? | 6 |   |   |   |    |    |
|  | 2.   | ??      | ?? | 6 |   |   |   |    |    |
|  | 3.   | ??      | ?? | 6 |   |   |   |    |    |
|  | 4.   | ??      | ?? | 6 |   |   |   |    |    |

Legenda:

      Ammesso alle finali.
Note:

Due punti a vittoria, uno a pareggio, zero a sconfitta.
In caso di pari punti per le squadre fuori dalla zona promozione e retrocessione era in vigore il pari merito.

### Girone B

#### Squadre partecipanti
| Club                                 | Città                 | Stadio | Stagione precedente |
| ------------------------------------ | --------------------- | ------ | ------------------- |
| Benedetto Brin                       | ?                     |        |                     |
| S.S. Giovinezza                      | Portici (NA)          |        |                     |
| Gragnano                             | Gragnano (NA)         |        |                     |
| U.S. Partenope (B = riserve)         | Napoli                |        |                     |
| Fascio Sportivo Savoia (B = riserve) | Torre Annunziata (NA) |        |                     |

#### Classifica finale
|  | Pos. | Squadra    | Pt | G | V | N | P | GF | GS | DR |
|  | ---- | ---------- | -- | - | - | - | - | -- | -- | -- |
|  | 1.   | Giovinezza | 15 | 8 |   |   |   |    |    |    |
|  | 2.   | ??         | ?? | 8 |   |   |   |    |    |    |
|  | 3.   | ??         | ?? | 8 |   |   |   |    |    |    |
|  | 4.   | ??         | ?? | 8 |   |   |   |    |    |    |
|  | 5.   | ??         | ?? | 8 |   |   |   |    |    |    |

Legenda:

      Ammesso alle finali.
Note:

Due punti a vittoria, uno a pareggio, zero a sconfitta.

### Girone C

#### Squadre partecipanti
| Club                                | Città                      | Stadio | Stagione precedente |
| ----------------------------------- | -------------------------- | ------ | ------------------- |
| Bagnolese (B = riserve)             | Napoli-Bagnoli             |        |                     |
| U.S. Fuorigrottese                  | Napoli-Fuorigrotta         |        |                     |
| Giugliano (B = riserve)             | Giugliano in Campania (NA) |        |                     |
| G.S. Monte dei Paschi (B = riserve) | Napoli                     |        |                     |

#### Classifica finale
|  | Pos. | Squadra | Pt | G | V | N | P | GF | GS |
|  | ---- | ------- | -- | - | - | - | - | -- | -- |
|  | 1.   | ??      | ?? | 6 |   |   |   |    |    |
|  | 2.   | ??      | ?? | 6 |   |   |   |    |    |
|  | 3.   | ??      | ?? | 6 |   |   |   |    |    |
|  | 4.   | ??      | ?? | 6 |   |   |   |    |    |

Legenda:

      Ammesso alle finali.
Note:

Due punti a vittoria, uno a pareggio, zero a sconfitta.
In caso di pari punti per le squadre fuori dalla zona promozione e retrocessione era in vigore il pari merito.

### Girone D

#### Squadre partecipanti
| Club                         | Città           | Stadio | Stagione precedente |
| ---------------------------- | --------------- | ------ | ------------------- |
| G.S. Fascio Giovanile        | Aversa (NA)     |        |                     |
| A.C. Benevento (B = riserve) | Benevento       |        |                     |
| U.S. Maddalonese             | Maddaloni (NA)  |        |                     |
| Marcianise                   | Marcianise (NA) |        |                     |

#### Classifica finale
|  | Pos. | Squadra | Pt | G | V | N | P | GF | GS |
|  | ---- | ------- | -- | - | - | - | - | -- | -- |
|  | 1.   | ??      | ?? | 6 |   |   |   |    |    |
|  | 2.   | ??      | ?? | 6 |   |   |   |    |    |
|  | 3.   | ??      | ?? | 6 |   |   |   |    |    |
|  | 4.   | ??      | ?? | 6 |   |   |   |    |    |

Legenda:

      Ammesso alle finali.
Note:

Due punti a vittoria, uno a pareggio, zero a sconfitta.
In caso di pari punti per le squadre fuori dalla zona promozione e retrocessione era in vigore il pari merito.

### Girone finale
- Angri
- Battipaglia
- F.G.C. Salerno
- Giovinezza
- Gragnano
- Marcianise
- Savoia B

Verdetti:
- Battipaglia e Giovinezza Portici promosse in Prima Divisione.

## Puglie

### Girone A

#### Squadre partecipanti
| Club                        | Città           | Stadio | Stagione precedente |
| --------------------------- | --------------- | ------ | ------------------- |
| S.S. Armando Diaz           | Bisceglie (BA)  |        |                     |
| U.S.F. Barletta             | Barletta (BA)   |        |                     |
| U.S. Cavour                 | Trani (BA)      |        |                     |
| O.N.D. Giovinazzo           | Giovinazzo (BA) |        |                     |
| A.S. Molfetta (B = riserve) | Molfetta (BA)   |        |                     |

#### Classifica finale
|  | Pos. | Squadra        | Pt       | G | V | N | P | GF | GS | DR |
|  | ---- | -------------- | -------- | - | - | - | - | -- | -- | -- |
|  | 1.   | Barletta       | 8        | 6 | 3 | 2 | 1 | 9  | 7  | +2 |
|  | 2.   | Armando Diaz   | 7        | 6 | 2 | 3 | 1 | 10 | 7  | +3 |
|  | 3.   | Cavour Trani   | 5        | 6 | 1 | 3 | 2 | 6  | 8  | -2 |
|  | 4.   | Molfetta B     | 4        | 6 | 0 | 4 | 2 | 11 | 14 | -3 |
|  | --   | OND Giovinazzo | Ritirato |   |   |   |   |    |    |    |

Legenda:

      Ammesso alle finali regionali.
 Ritirato durante il campionato.
Note:

Due punti a vittoria, uno a pareggio, zero a sconfitta.
Pari merito in caso di pari punti.

### Girone B

#### Squadre partecipanti
| Club                    | Città                  | Stadio | Stagione precedente |
| ----------------------- | ---------------------- | ------ | ------------------- |
| U.S. Bari (C = allievi) | Bari                   |        |                     |
| F.G.C. Castellana       | Castellana Grotte (BA) |        |                     |
| O.N.D. Palo del Colle   | Palo del Colle (BA)    |        |                     |
| U.S. Nero Azzurri       | Bari                   |        |                     |
| F.G.C. Rutigliano       | Rutigliano (BA)        |        |                     |

#### Classifica finale
|  | Pos. | Squadra           | Pt       | G | V | N | P | GF | GS | DR  |
|  | ---- | ----------------- | -------- | - | - | - | - | -- | -- | --- |
|  | 1.   | Nero Azzurri Bari | 12       | 6 | 6 | 0 | 0 | 20 | 2  | +18 |
|  | 2.   | Bari C            | 8        | 6 | 4 | 0 | 2 | 18 | 4  | +14 |
|  | 3.   | Palo              | 4        | 6 | 2 | 0 | 4 | 4  | 10 | -6  |
|  | 4.   | FGC Rutigliano    | 0        | 6 | 0 | 0 | 6 | 2  | 19 | -17 |
|  | --   | FGC Castellana    | Ritirato |   |   |   |   |    |    |     |

Legenda:

      Ammesso alle finali regionali.
 Ritirato durante il campionato.
Note:

Due punti a vittoria, uno a pareggio, zero a sconfitta.
Pari merito in caso di pari punti.

### Girone C

#### Squadre partecipanti
| Club                         | Città                      | Stadio | Stagione precedente |
| ---------------------------- | -------------------------- | ------ | ------------------- |
| F.G.C. Brindisi              | Brindisi                   |        |                     |
| F.G.C. Cellino San Marco     | Cellino San Marco (BR)     |        |                     |
| A.S. Fasano                  | Fasano (BR)                |        |                     |
| F.G.C. Ostuni                | Ostuni (BR)                |        |                     |
| F.G.C. San Vito dei Normanni | San Vito dei Normanni (BR) |        |                     |

#### Classifica finale
|  | Pos. | Squadra        | Pt       | G | V | N | P | GF | GS | DR  |
|  | ---- | -------------- | -------- | - | - | - | - | -- | -- | --- |
|  | 1.   | Brindisi       | 11       | 6 | 5 | 1 | 0 | 17 | 7  | +10 |
|  | 2.   | F.G.C. Cellino | 6        | 6 | 2 | 2 | 2 | 9  | 7  | +2  |
|  | 3.   | Fasano         | 3        | 6 | 1 | 1 | 4 | 8  | 17 | -9  |
|  | 4.   | FGC Ostuni     | 2        | 6 | 1 | 0 | 5 | 6  | 13 | -7  |
|  | --   | FGC San Vito   | Ritirato |   |   |   |   |    |    |     |

Legenda:

      Ammesso alle finali regionali.
 Ritirato durante il campionato.
Note:

Due punti a vittoria, uno a pareggio, zero a sconfitta.
Pari merito in caso di pari punti.

### Girone D

#### Squadre partecipanti
| Club                           | Città            | Stadio | Stagione precedente |
| ------------------------------ | ---------------- | ------ | ------------------- |
| U.S. Cerignola (B = riserve)   | Cerignola (FG)   |        |                     |
| U.S. Foggia (B = riserve)      | Foggia           |        |                     |
| A.S. Manfredonia (B = riserve) | Manfredonia (FG) |        |                     |

#### Classifica finale
|  | Pos. | Squadra       | Pt | G | V | N | P | GF | GS | DR  |
|  | ---- | ------------- | -- | - | - | - | - | -- | -- | --- |
|  | 1.   | Foggia B      | 6  | 4 | 3 | 0 | 1 | 14 | 2  | +12 |
|  | 2.   | Manfredonia B | 4  | 4 | 2 | 0 | 2 | 4  | 5  | -1  |
|  | 3.   | Cerignola B   | 2  | 4 | 1 | 0 | 3 | 1  | 12 | -11 |

Legenda:

      Ammesso alle finali regionali.
Note:

Due punti a vittoria, uno a pareggio, zero a sconfitta.
Pari merito in caso di pari punti.

### Finali per il titolo regionale

#### Verdetti
- Barletta, Brindisi e Foggia B hanno rinunciato alle finali regionali.
- Nero Azzurri campione regionale pugliese.

In Lucania non fu organizzato alcun campionato a livello Federale. Rimasero attivi i 2 Direttori Locali S.P. di Potenza e Matera.

## Sardegna
La Sardegna non trovò nessuna delle sue squadre disposte ad attivare una Prima Divisione pagandone i relativi costi. Questo fu dunque il campionato regionale unico in primavera.

### Squadre partecipanti
| Club                   | Città    | Stadio                                   | Stagione precedente |
| ---------------------- | -------- | ---------------------------------------- | ------------------- |
| Aeronautica            | Cagliari | Campo dei Fasci Giovanili, viale Bonaria |                     |
| U.S. Cagliari          | Cagliari | Stadio di via Pola                       | Società rifondata   |
| F.G.C. Cagliari        | Cagliari | Campo dei Fasci Giovanili, viale Bonaria |                     |
| Pro Calcio San Giorgio | Cagliari | Stadio sa Pibinca, via Santa Margherita  |                     |

### Classifica finale
|  | Pos. | Squadra                   | Pt       | G | V | N | P | GF | GS |
|  | ---- | ------------------------- | -------- | - | - | - | - | -- | -- |
|  | 1.   | Cagliari                  | 12       | 6 | 6 | 0 | 0 | 12 | 1  |
|  | 2.   | Fascio Giovanile Cagliari | 8        | 6 | 4 | 0 | 2 |    |    |
|  | 3.   | San Giorgio Fois          | 4        | 6 | 2 | 0 | 4 |    |    |
|  | --   | Aeronautica Militare      | Ritirato | 6 | 0 | 0 | 6 |    |    |

Legenda:
      Campione regionale sardo 1935-1936.
Note:
Due punti a vittoria, uno a pareggio, zero a sconfitta.
Non dando il rango di Seconda Divisione alcun diritto alla promozione, per l’anno successivo il Direttorio Sardo attivò invece una Prima Divisione.

## Tripolitania

### Girone unico

#### Squadre partecipanti
| Club                                 | Città   |
| ------------------------------------ | ------- |
| F.G.C.                               | ?       |
| G.A.L. (Gioventù Araba del Littorio) | Tripoli |
| Maccabei                             | Tripoli |
| ?                                    | ?       |
| ?                                    | ?       |